# Alesanco
Alesanco is een gemeente in de Spaanse provincie en regio La Rioja met een oppervlakte van 17,17 km². Alesanco telt 507 inwoners (1 januari 2016).

## Demografische ontwikkeling
Bron: INE, 1857-2011: volkstellingen